# 朱琳 (政治人物)
朱琳（1933年11月7日—），上海人，中华人民共和国官员、高级经济师，是中国全国人大常委会原委员长及国务院原总理李鹏的夫人。

## 生平
生于上海市北新泾一个技术人员家庭。父亲朱己训是查济民的生意伙伴，曾在卢作孚与刘国钧合股经营的重庆北碚大明纺织染厂（查济民任厂长）任总工程师，母亲是童养媳。初中在重庆市兼善中学学习，高中在重庆巴蜀中学学习。1950年代初，在哈尔滨外语学院（现黑龙江大学）学习，专业为俄语。毕业后被分配到吉林市化工厂担任俄文翻译。后来曾任华北电力局外事处负责人，广东大亚湾核电站驻北京办事处主任，国务院特区办公室研究室主任。曾担任中国关心下一代工作委员会副主任，中国妇女发展基金会副会长，中国关心下一代工作委员会专家委员会名誉主任等社会兼职。

## 家庭
- 丈夫：李鹏。育有二子一女。
- 长子：李小鹏
- 女：李小琳
- 次子：李小勇